# Euphranta hardyi
Euphranta hardyi
 es una especie de insecto del género Euphranta de la familia Tephritidae del orden Diptera. 
Allen L.Norrbom y Albany Hancock la describieron científicamente por primera vez en el año 2004.